# Вяркяй

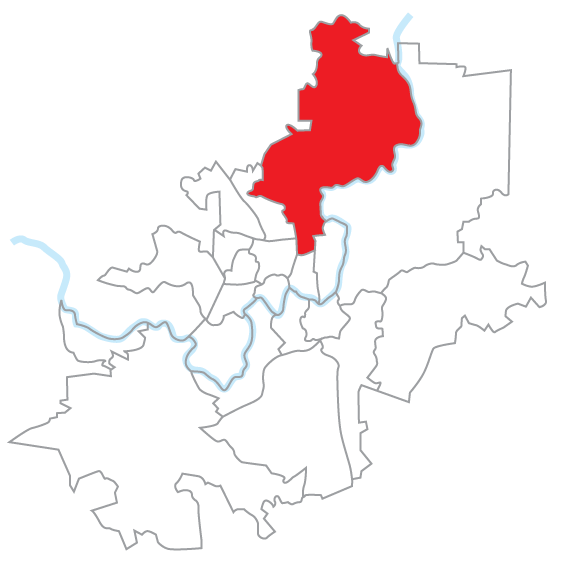
Вяркяйское староство

Вяркя́й (Верки, лит. Verkiai) — район Вильнюса, входящий вместе с районами Балтупяй, Йерузале, Висоряй, Науянеряй, Сантаришки и другими районами в Вяркяйское староство. Располагается в лесистой местности к северу от центральной части города на правом берегу реки Нярис.
Главная достопримечательность — Вяркяйский дворцово-парковый ансамбль с системой прудов. Вокруг находится Региональный парк Вяркяй. Местность соседствует с Сантаришкес, Ерузале, Тринополем. В 6 км к северо-востоку от Вяркяй (и в 16 км от центра города) располагаются Зелёные озёра.
В Вяркяй находится вторая по величине в Литве и крупнейшая в Вильнюсе крытая площадка — «Сименс-Арена», используемая для проведения концертов и матчей баскетбольного клуба «Ритас».

## Название
Название традиционно выводится из литовского глагола verkti «плакать» и объясняется легендой, согласно которой великий князь Гедимин, охотясь однажды в этих местах, нашёл в орлином гнезде плачущего ребёнка. Ребёнок, названный Лиздейко или Лиздейка (от литовского lizdas «гнездо»), был под покровительством князя воспитан верховным жрецом и сам стал верховным жрецом бога грома Перкунаса. По истолкованию этим жрецом сна Гедимина был, по преданию, основан Вильнюс; жрец стал родоначальником Радзивиллов. Литовское название в форме множественного числа. Традиционное написание в русских текстах Верки, или, в изданиях второй половины XX века — Веркяй; вариант Вяркяй обусловлен § 47 «Инструкции по транскрипции фамилий, имён и географических названий с русского языка на литовский и с литовского языка на русский», апробированной Комиссией по литовскому языку при Академии наук Литовской ССР, согласно которому литовская e транскрибируется русской я.

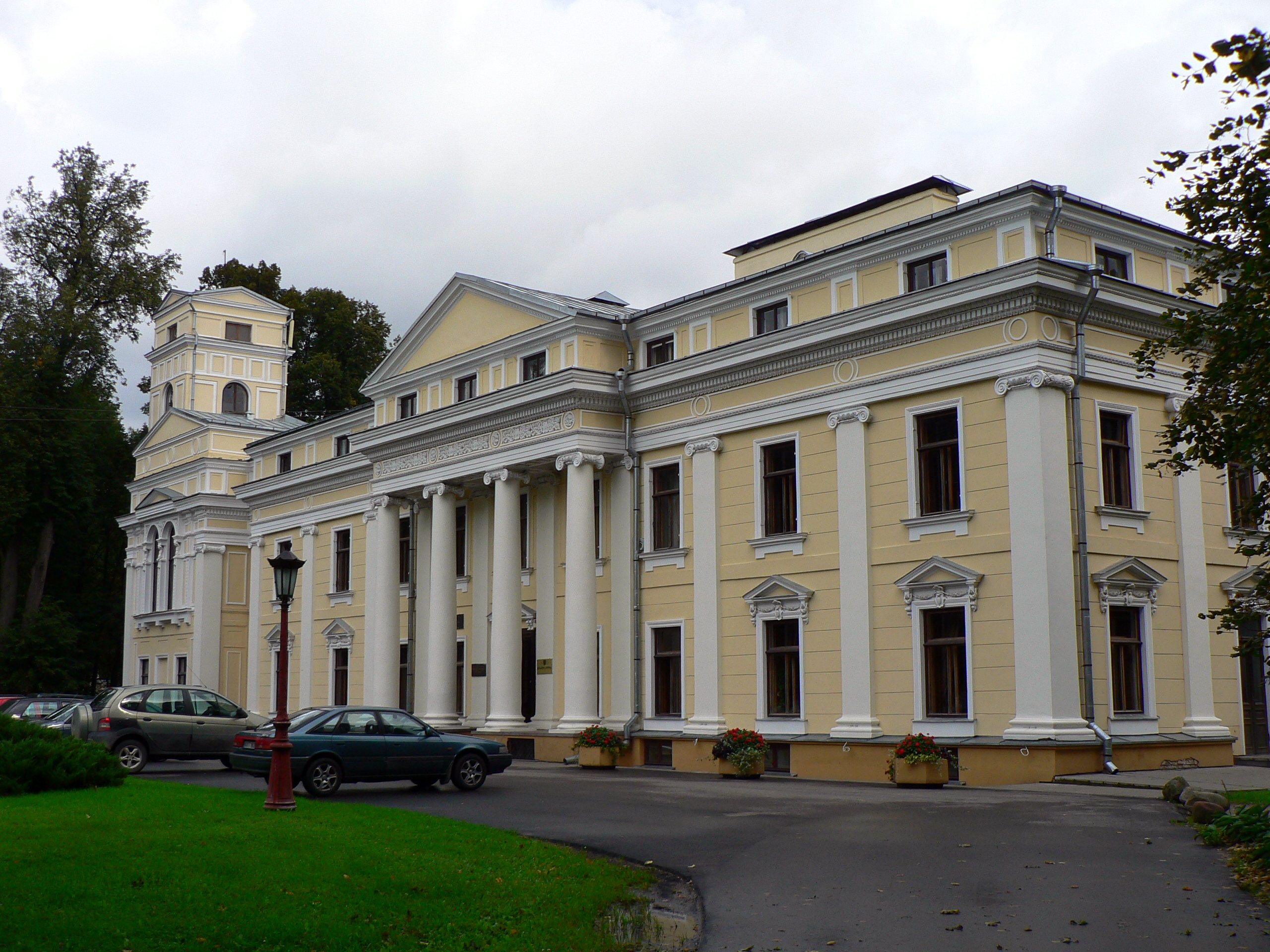
Современный вид усадебного дома

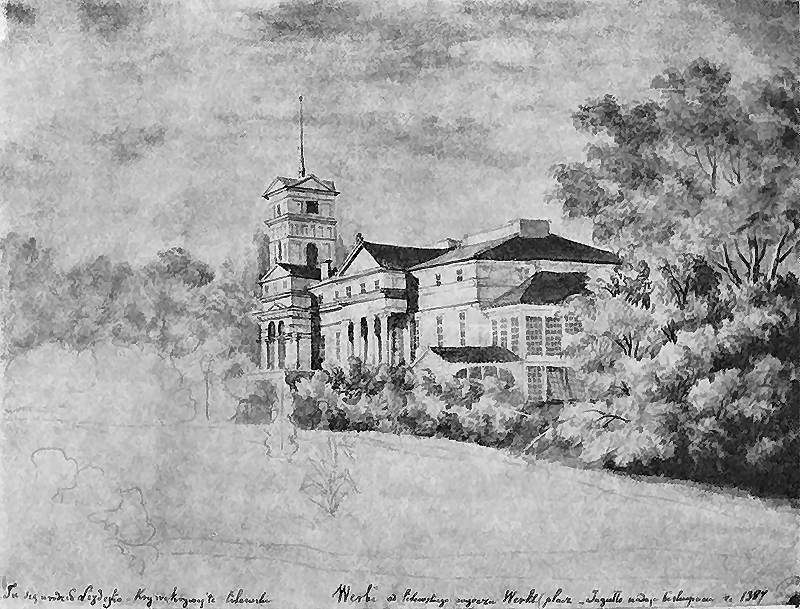
Дворец на зарисовке 1877 года. Худ. Н. Орда.

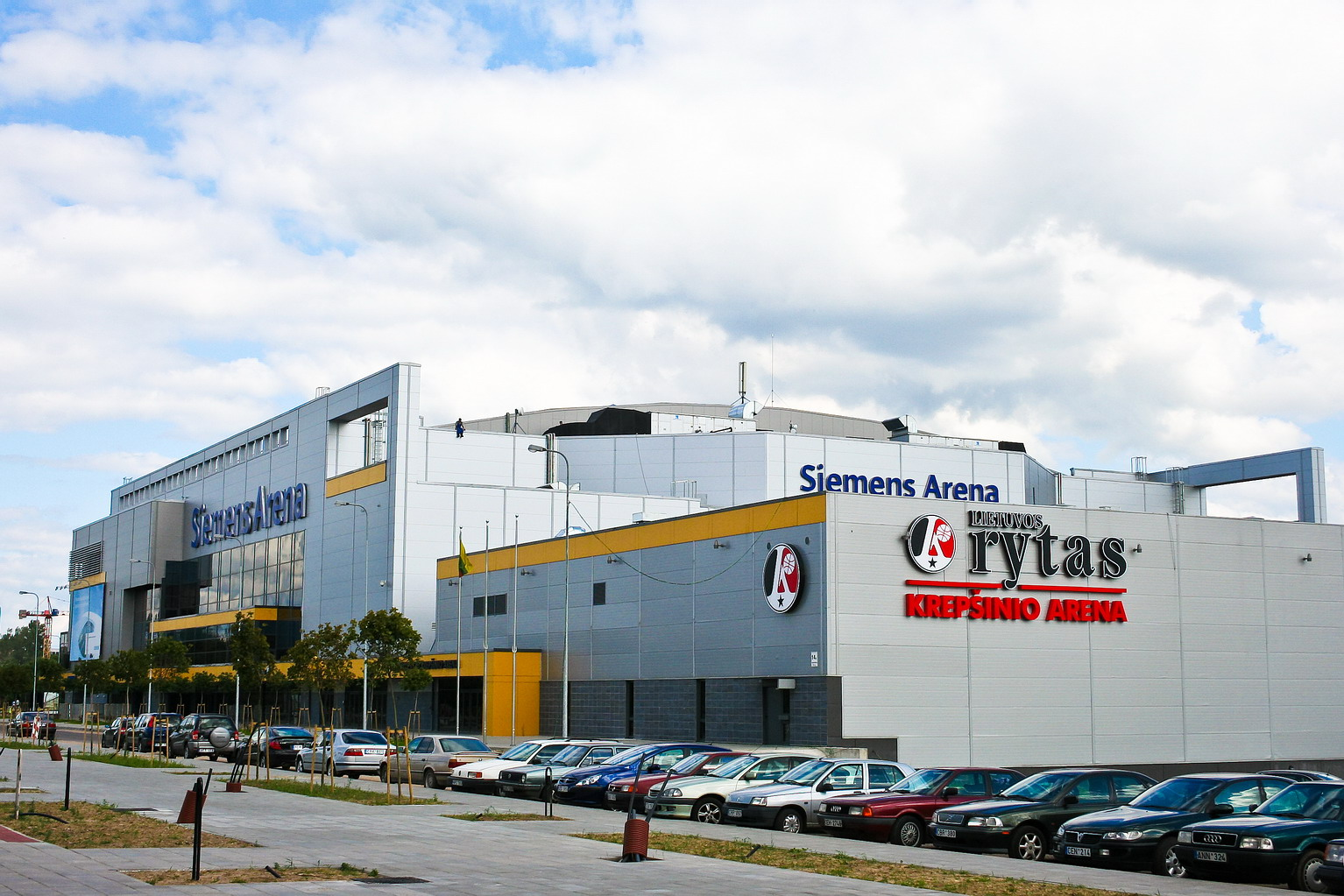
«Сименс-Арена» и примыкающая к нему баскетбольная арена «Jeep»

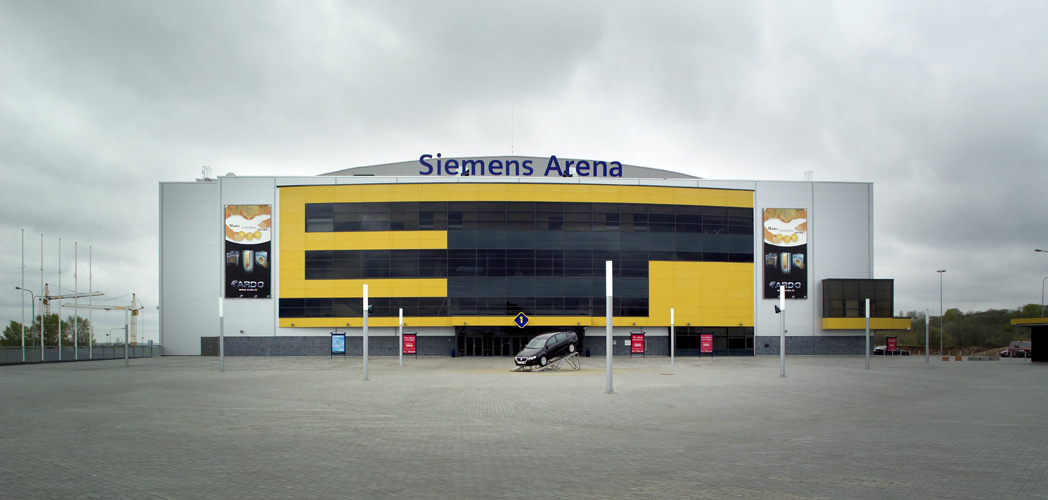
«Сименс-Арена»

## История
После крещения Литвы великий князь Ягайло в 1387 году подарил Верки виленским католическим епископам, которым местность принадлежала до 1794 года. Каменную резиденцию здесь выстроил в XVII веке епископ Константин Бжостовский. 
В 1658 году недалеко от Верок Юрием Долгоруковым была разбита польско-литовская армия. В 1780-е гг. епископ Игнатий Масальский поручил архитектору Лауринасу Гуцявичюсу перестройку дворцового комплекса. Общий проект подготовил архитектор Мартин Кнакфус.
После Масальского Верки выбыли из владения церкви и переходили от одного светского владельца к другому. В 1839 году собственником выморчочных владений Радзивиллов несвижской линии стал князь Лев Витгенштейн. По его распоряжению главное здание комплекса было разрушено. Развалины были разобраны и отделан один только левый флигель, причём надстроена башня и приделан зимний сад с южной стороны. Позднее имение стало собственностью Чепелевского.
В начале XX века здесь имелся водопровод, газовое освещение, почтовая и телеграфная станция. На верхушку горы, к самому дворцу, вела со стороны мельницы широкая, шоссированная дорога. Парк был разбит в английском вкусе, с фонтанами и статуями, с живописными видами. Ещё в первой половине XX века Верки считались предместьем города.
С 1960 года Вяркяйский архитектурный ансамбль принадлежит Академии наук Литвы. Ныне его занимает Институт ботаники.